# Gradul unei varietăți algebrice
În matematică gradul unei varietăți afine⁠(d) sau varietăți proiective de dimensiunea n este numărul punctelor de intersecție ale varietății cu n hiperplane aflate în poziția generală. Pentru o mulțime algebrică⁠(d), punctele de intersecție trebuie numărate cu multiplicitatea intersecțiilor, datorită posibilității de existență a intersecțiilor multiple. Pentru varietăți (ireductibile), dacă se iau în considerare multiplicitățile și, în cazul afin, punctele de la infinit, ipoteza poziției generale poate fi înlocuită de condiția mult mai slabă că intersecția varietății are dimensiunea zero (adică constă dintr-un număr finit de puncte). Aceasta este o generalizare a teoremei lui Bézout.
Gradul nu este o proprietate intrinsecă a varietății deoarece depinde de o încorporare specifică a ei într-un spațiu afin sau spațiu proiectiv⁠(d).
Gradul unei hipersuprafețe este egal cu gradul total al ecuației sale definitorii. O generalizare a teoremei lui Bézout afirmă că, dacă o intersecție a hipersuprafețelor proiective n are codimensiunea n, atunci gradul intersecției este produsul gradelor hipersuprafețelor.
Gradul unei varietăți proiective este evaluarea la 1 a numărătorului seriilor Hilbert⁠(d) ale inelului coordonatelor. Rezultă că, având în vedere ecuațiile varietății, gradul poate fi calculat dintr-o bază Gröbner⁠(d) a idealelor acestor ecuații.

## Definiție
Pentru o varietate V încorporată în a spațiul proiectiv Pn și definită peste un corp algebric închis K, gradul d al V este numărul punctelor de intersecție ale V, definită peste K, cu un subspațiu liniar⁠(d) L în poziția generală, astfel încât
{\displaystyle \dim(V)+\dim(L)=n.}
Aici dim(V) este dimensiunea lui V, iar codimensiunea lui L va fi egală cu această dimensiune. Gradul d este o cantitate extrinsecă, nu una intrinsecă, ca cea a lui V. De exemplu, o dreaptă proiectivă are o încorporare de gradul n (esențial unică) în Pn.

## Proprietăți
Gradul unei hipersuprafețe F = 0 este același cu gradul total al polinomului omogen F care îl definește (în cazul în care F are factori repetați, în cadrul teoriei intersecției numărarea intersecțiilor de face ținând cont de multiplicitate, ca în teorema lui Bézout).

## Alte abordări
Pentru o abordare mai sofisticată, sistemul liniar de divizori⁠(d) care definește încorporarea V poate fi legat de fibratul de drepte⁠(d) sau fasciculul inversabil care definește încorporarea prin spațiul său de secțiuni. Fasciculul de drepte canonic⁠(d) al Pn  revine la V. Gradul determină prima clasă Chern⁠(d). Gradul poate fi calculat și în inelul coomologiilor lui Pn, sau inelul Chow⁠(d), cu clasa unui hiperplan intersectând clasa lui V de un număr adecvat de ori.

## Extinderea teoremei lui Bézout
Gradul poate fi folosit pentru a generaliza teorema lui Bézout într-un mod așteptat la intersecțiile hipersuprafețelor n în Pn.